# Patrick Kypson
Patrick Kypson (ur. 28 października 1999 w Durham) – amerykański tenisista.

## Kariera tenisowa
Zawodowym tenisistą Kypson jest od 2019.
Wygrał dwa turnieje o randze ATP Challenger Tour w grze pojedynczej. Ponadto zwyciężył w trzech singlowych turniejach rangi ITF.
W 2017 roku zadebiutował w imprezie wielkoszlemowej podczas turnieju US Open w grze pojedynczej. Odpadł wówczas w pierwszej rundzie po porażce z Adriánem Menéndezem Maceirasem.
W 2018 roku, startując w parze z Dannym Thomasem odpadł w pierwszej rundzie US Open.
W rankingu gry pojedynczej najwyżej był na 183. miejscu (15 stycznia 2024), a w klasyfikacji gry podwójnej na 577. pozycji (27 maja 2019).

### Zwycięstwa w turniejach ATP Challenger Tour w grze pojedynczej
| Końcowy wynik | Nr | Data              | Turniej   | Nawierzchnia  | Przeciwnik     | Wynik finału |
| ------------- | -- | ----------------- | --------- | ------------- | -------------- | ------------ |
| Zwycięzca     | 1. | 1 lipca 2023      | Medellín  | Ceglana       | Benjamin Lock  | 6:3, 6:3     |
| Zwycięzca     | 2. | 19 listopada 2023 | Champaign | Twarda (hala) | Alex Michelsen | 6:4, 6:3     |